# Römische Octavia
Die Römische Octavia ist ein ab 1677 in zunächst drei Bänden erschienener Roman von Anton Ulrich Herzog von Braunschweig-Wolfenbüttel. Diese unvollendete Fassung wurde von 1703 bis 1707 durch drei weitere Bände ergänzt und abgeschlossen. In den Jahren 1712 und 1713 erschienen sechs Bände einer erweiterten Fassung. Ein siebter folgte postum 1762. Darüber hinaus sind Manuskripte zu Teilen eines achten Bandes erhalten. Es ist ein sehr umfangreicher barocker Roman, der bereits in der kürzeren ersten Fassung circa 7000 Seiten lang ist.

## Die Welt der römischen Octavia
Der Roman spielt im antiken Römischen Reich vom Ende Neros 68 n. C. bis in die ersten Regierungsjahre Vespasians 70 n. C. Das Weltbild des Romans ist vom Absolutismus geprägt. Die handelnden Personen sind durchweg Hochadelige, wie Angehörige des Kaiserhauses, römische Senatoren, kleinasiatische Könige und germanische („teutsche“) und britannische Fürsten. Nichtadlige kommen allenfalls als Diener oder als Menschenmenge auf der Straße vor. Hauptpersonen sind Neros erste Frau Octavia und der armenische König Tyridates.
Die historischen Ereignisse, die im Roman aufgegriffen werden, wie zum Beispiel der Tod Neros, das Vierkaiserjahr oder die Zerstörung des Jerusalemer Tempels, werden weitgehend im Einklang mit den historischen Quellen wiedergegeben. Zusätzlich wird aber eine fiktive Parallelwelt geschildert, in der zuvor bereits gestorbene (oft ermordete) Personen überlebt haben und weiter im Hintergrund wirken. Oft werden historischen Ereignissen andere Ursachen als die überlieferten angedichtet.
Eine wichtige Rolle spielt auch das aufkommende Christentum, unter anderem bekennt sich Octavia zu diesem. Mehrere totgeglaubte Personen verstecken sich bei den Christen in den Katakomben in Rom.

## Haupthandlung
Der armenische König Tyridates befindet sich in Rom und trauert um seine geliebte „Neronia“, hinter der sich in Wirklichkeit Octavia verbirgt. In einer geheimen Zeremonie vor ausgewählten römischen Senatoren bestimmt Nero ihn zu seinem Nachfolger, was allgemeine Verwunderung auslöst. Nach und nach stellt sich diese Zeremonie als Täuschungsmanöver einer Gruppe hochrangiger Römer heraus, die Nero beseitigen und Tyridates an seine Stelle setzen wollen. Ein Mitglied dieser Gruppe war dabei als Nero verkleidet aufgetreten. In ausführlichen Rückblenden wird erzählt, wie Tyridates „Neronia“ vor einem Mordanschlag rettet und sich die beiden ineinander verlieben. Als Christin sieht sich die Kaiserin allerdings weiterhin mit Nero verheiratet, obwohl er selbst es war, der sie ermorden lassen wollte. Deshalb hält sie Tyridates auf Distanz.
Etliche Pläne, den verbrecherischen Nero zu beseitigen, werden in immer wieder wechselnden Personenkonstellationen diskutiert. Ebenso werden immer wieder die Gründe, ob Octavia Tyridates nun heiraten soll oder nicht, in Variationen ausgebreitet. Der erste Band endet mit Neros Selbstmord, nachdem der Senat ihn zum Staatsfeind erklärt hat und Galba gegen Rom marschiert, um ihn abzusetzen. Schon bei Neros Beerdigung wird allerdings ein Doppelgänger gesichtet, der Verwirrung und Angst bei den Anwesenden auslöst.
Die folgenden Bände behandeln die historischen Querelen um die Nachfolge Neros und vor diesem Hintergrund weitere Liebesverwirrungen der Romanfiguren. Bis zum vierten Band ist der Schauplatz Rom. Dann wechselt er auf den Balkan und schließlich zum Berg Carmel in Palästina.

## Struktur
Vorbild für den Aufbau und die vertrackten Liebesgeschichten ist wie bei vielen Romanen des Barock Heliodor  mit seiner Aethiopika. Die Handlung wird regelmäßig durch eingeschobene Erzählungen unterbrochen. Dabei treten eine oder mehrere Romanfiguren als Erzähler auf, die anderen entweder ihre eigene oder die Lebensgeschichte einer weiteren Person berichten. Typischerweise wechseln so Abschnitte mit der fortlaufenden Romanhandlung über 40 bis 100 Seiten mit eingeschobenen Geschichten von 40 bis 60 Seiten Umfang.
Die Handlung wird von den komplizierten und oft sehr konstruiert wirkenden Liebesbeziehungen der Hauptfiguren bestimmt, vor allem natürlich von der zwischen Octavia und Tyridates. Daneben werden die Geschichten mehrerer Dutzend Figuren, wie der Prinzessinnen Claudia, Antonia und Berenice oder der „deutschen“ Fürsten Jubilius, Italus und Thumelicus ausführlich dargestellt und immer wieder aufgegriffen. Ca. 1500 Personen werden namentlich erwähnt. Ständig kommt es zu Verwirrungen und Verwechslungen. Nahezu jede wichtige Figur tritt zumindest zeitweise unter einer anderen Identität auf, sei es um sich vor der Verfolgung z. B. durch Nero zu schützen, um einer Geliebten nahe sein zu können oder schlicht, weil sie als Kind vertauscht wurde.
Der Roman enthält eine Reihe von Spannungsbögen sowie rhetorisch höchst gelungene Passagen, wie die Eingangsszene, das Aufeinandertreffen von Antonia und Nero oder die Aussprache zwischen Vespasian und Titus im siebten Band. Eine differenziertere psychologische Zeichnung findet sich vor allem in den später entstandenen Teilen. Weite Teile sind für den modernen Leser allerdings nur schwer zugänglich. Zu seiner Entstehungszeit erfuhr der Roman höchstes Lob.

## Sprache
Die Sprache des Romans ist typisch barock mit ausgreifendem Satzbau und Wendungen, die auf den heutigen Leser oft gesucht wirken können. Der Anfangssatz zum Beispiel lautet:
Rom schwebte nun zwischen Furcht und Hoffnung / des unerträglichen Jochs einmahl entledigt zu werden / welches die Grausamkeit des Nero ihm aufgebürdet: weil / nicht allein des Cajus Julius Vindex Abfall in Gallien / ob er gleich sein Leben darüber eingebüsset / und des Servius Sulpitius Galba Verhältniß in Hispanien / diesem Wütherich den Untergang drohte / sondern auch der Himmel selbst / durch erschreckliche Wunderzeichen zu verstehen gabe / daß er ermüdet wäre / so äusserster Bosheit ferner zuzusehen / und / daß das Ende vom Stamm-geschlechte des grossen Augustus / mit diesem unartigen letzten Zweige / erfolgen sollte.

## Entstehung
Anton Ulrich hat den Roman nicht allein verfasst, sondern mit Hilfe mehrerer Mitarbeiter. Sein Sekretär Christian Flemmer hat einen großen Teil der Vorarbeiten durch historische Recherchen geleistet. Sein ehemaliger Erzieher, der Dichter Sigmund von Birken, las Anton Ulrichs Manuskripte Korrektur, fügte gewünschte Gedichte hinzu und hatte ohne weitere Rücksprache die Endfassung zu erstellen. Nach Birkens Tod übernahm Gottfried Alberti die Endredaktion. Der Hauptanteil beim Entwerfen und Verfassen des Romans ist aber unstrittig Anton Ulrich zuzuschreiben.

### Ausgaben
- Octavia römische Geschichte. vol 1 – 3, J. Hoffmann, Nürnberg 1677ff.
- Octavia römische Geschichte. vol 4 – 6, J. Hoffmann, Nürnberg 1703ff.
- Die römische Octavia, erster bis sechster Theil. J.G. Zilliger, Braunschweig 1712ff.
- Die römische Octavia, siebenter Theil. Trattner, Wien 1762.
- Historisch-kritische Ausgabe (HKA), hg. von Rolf Tarot u. a., Band 3/Teil 1 (1993), Band 5/Teil 3 (1997), Band 8/Teil 6 (2001), Band 9/Teil 7 (2003), Hiersemann, Stuttgart.

### Sekundärliteratur
- Hanna Wippermann: Herzog Anton Ulrich von Braunschweig: Octavia. Römische Geschichte. (Zeitumfang und Zeitrhythmus). Dissertation Bonn 1948.
- Wolfgang Bender: Verwirrung und Entwirrung in der „Octavia/Römische Geschichte“. Dissertation. Universität Köln, 1964.
- Elisabeth Erbeling: Frauengestalten in der „Octavia“ des Anton Ulrich von Braunschweig. (Germanische Studien; Bd. 218). Kraus Reprint, Nendeln 1967. (Nachdr. d. Ausg. Berlin 1939)
- Stephan Kraft: Geschlossenheit und Offenheit der „Römischen Octavia“ von Herzog Anton Ulrich. (Epistemata; Bd. 483). Verlag Königshausen & Neumann, Würzburg 2004, ISBN 3-8260-2655-1. (zugl. Dissertation, Universität Bonn 2002)
- Maria Munding: Zur Entstehung der „Römischen Octavia“. Dissertation. Universität München, 1974.
- Rolf Tarot: Zum Problem der „Echtheit“ barocker Texte. Grimmelshausen und Anton Ulrich. In: Jean-Marie Valentin (Hrsg.): Monarchus Poeta. Studien zum Leben und Werk Anton Ulrichs von Braunschweig-Lüneburg; Akten des Anton-Ulrich-Symposions in Nancy, 2./3. Dezember 1983. Rodopi, Amsterdam 1985, ISBN 90-6203-657-0, S. 31–46. (in deutscher und französischer Sprache)